# Європол
Європо́л, Європе́йське поліце́йське управлі́ння (англ. European Police Office, Europol) — установа правопорядку Європейського Союзу; збирає інформацію щодо кримінальних злочинів.

## Історія створення
Створення Європолу передбачено в Договорі про ЄС. З січня 1994 року розпочав роботу як управління з боротьби з наркотиками. Поступово поширював свою діяльність на інші види кримінальної злочинності. 1 жовтня 1998 року, після ратифікації в усіх державах-членах набули чинності Конвенція про створення Європолу та пов'язані з нею правові акти. Як наслідок, 1 липня 1999 року Європол розпочав повномасштабну роботу в усіх сферах своїх повноважень, а саме: незаконна торгівля наркотиками; незаконні мережі імміграції; тероризм, незаконна торгівля автотранспортом, торгівля людьми і дитяча порнографія, виготовлення фальшивих грошей та інших платіжних засобів, відмивання грошей.
Крім того, до пріоритетних сфер дослідження Європолу належать злочини проти особи, фінансові та кіберзлочини. Діяльність Європолу обмежена структурами організованої злочинності, в яких задіяні дві чи більше країни ЄС. Європол допомагає державам-членам в обміні інформацією; здійснює оперативний аналіз заходів, до яких вдаються держави-члени; готує стратегічні звіти (зокрема, формулює загрози) та дослідження злочинності; виконує експертизу і надає технічну підтримку в рамках розслідувань і операцій всередині ЄС; а також сприяє гармонізації процедур розслідування у державах-членах. Базується в Гаазі (Нідерланди).
У 2009 році в Києві підписано Угоду між Україною та Європейським поліцейським офісом про стратегічне співробітництво.
Сьогодні ведуться переговори щодо укладення Угоди про оперативне співробітництво.

## Директори Європолу
1. Юрген Сторбек (1999—2005)
2. Макс-Пітер Ратцель (2005—2009)
3. Роб Уейнрайт (2009—2018)
4. Катрін де Боллє (2018-)